# 多玛乡 (日土县)
多玛乡，是中华人民共和国西藏自治区阿里地区日土县下辖的乡镇级行政单位。

## 行政区划
多玛乡下辖以下地区：
多玛村和乌江村。